# Dean Harrington
Daniel Dean Harrington (San Francisco, 9 settembre 1948) è un attore, doppiatore e stuntman statunitense.
Buona parte della sua carriera artistica si è sviluppata nell'industria cinematografica asiatica.

## Biografia
Sin da ragazzo si è appassionato alle arti marziali e ai film d'azione dell'Estremo Oriente. 
Negli anni 70 ha fatto parte di compagnie teatrali in California. 
Ha mosso i primi passi al cinema nel decennio successivo come stuntman, per poi figurare quale attore vero e proprio. Harrington è stato diretto perlopiù da registi orientali, tra i quali Jet Li (Born to Defence), John Woo (A Better Tomorrow II), Godfrey Ho (Soldier Champion e Mission Dynamo, due film bellici, dove ha svolto i primi ruoli di spessore) e Ringo Lam (Undeclared War), ma ha lavorato anche in produzioni americane ed europee. Nel 1998 è stato interprete di Turns of the Wheel, pluripremiato cortometraggio realizzato dal tedesco Karl Neubert nell'ambito del cinema indipendente. Nel 1999 è stato voluto da Peter Greenaway nel cast di 8 donne e ½, un film commedia, dove ha dato volto a un magnate. Nel 2001 ha offerto la sua prova più importante per il grande schermo impersonando il dottor Brown, figura centrale nella trama del film fantascientifico Returner - Il futuro potrebbe essere storia, con la regia del giapponese Takashi Yamazaki.
Harrington è anche produttore di documentari girati in Cina e in Giappone, a partire da In the World of Acupuncture. 
È uno dei fondatori del Tokyo International Short Film Festival.  Nella capitale giapponese ha altresì operato per dieci anni in qualità di produttore televisivo per l'emittente SpinFish.
Dagli anni 90 è attivo nel doppiaggio, in particolare di videogiochi . Ha lavorato per Capcom, Nintendo, Namco, Sega. Sua è la voce di Enrico Marini in Resident Evil e nel suo remake Biohazard: Deadly Silence, di Buff Bryant in Time Crisis II, di Boris Zugoski in Chase the Express, di Master Hand e Crazy Hand nella serie Super Smash Bros. e dell'annunciatore in Tekken 2; mentre in The Ocean Hunter i personaggi parlanti sono quasi tutti doppiati da Harrington, che figura inoltre come voce narrante e ancora una volta come annunciatore. 

## Vita privata
Dopo aver sposato una giapponese si è trasferito a Tokyo, nel quartiere Setagaya, dove tra l'altro insegna Guang Ping Yang Taichi, disciplina da lui trattata in un blog bilingue (inglese e giapponese).

## Filmografia parziale

### Cinema
- Born to Defence (altro titolo: Zhong hua ying xiong), regia di Jet Li (1986)
- A Better Tomorrow II, regia di John Woo (1987)
- Soldier Champion, regia di Paul Wong e Godfrey Ho (1987)
- Mission Dynamo, regia di Godfrey Ho (1989)
- Kickboxer - Il nuovo guerriero, regia di David Worth (1989)
- Il re dei kickboxers, regia di Lucas Lowe (1990)
- Undeclared War, regia di Ringo Lam (1990)
- Gamera 2 - Legion shūrai, regia di Shûsuke Kaneko (1996)
- Turns of the Wheel, regia di Karl Neubert (1998) - cortometraggio
- 8 donne e ½, regia di Peter Greenaway (1999)
- Returner - Il futuro potrebbe essere storia, regia di Takashi Yamazaki (2002)

### Televisione
- Yellowthread Street - serie TV (1990)
- Red Bull: Sessions - miniserie TV (2008)

## Doppiaggio (lista parziale)

### Videogiochi
- annunciatore in Tekken 2 (1995)
- Enrico Marini in Resident Evil (1996) e in Biohazard: Deadly Silence (2006)
- Vercci in Soru Ejji (1996)
- Buff Bryant in Time Crisis II (1997)
- subacquei da salvare, Rahab, voce narrante e annunciatore in The Ocean Hunter (1998)
- Gasshu in Hard Edge (1998)
- tutti i boss in Confidential Mission (2000)
- Boris Zugoski in Chase the Express (2000)
- personaggi vari in Operation Winback (2000)
- Noisy Duck in 18 Wheeler: American Pro Trucker (2000) e The King of Route 66 (2002)
- David Nives in Murakumo: Renegade Mech Pursuit (2001)
- Master Hand e Crazy Hand in tutta la serie Super Smash Bros. (dal 2001)

### Pubblicità
- Sony Xperia (2013)
- Dentsu Toppa (2015)
- Bridgestone (2017)

### Cinema
- voce narrante in Naisu no mori: The First Contact (2006)